# 25 × 137 mm
L'obus 25x137 mm caliber/.98425 pouce est un obus standard de l'OTAN. L'obus a lui une longueur totale approximative de 223 mm.

## Utilisation
L'obus de 25 mm peut être tiré soit par une arme antimatériel soit par une arme antipersonnel.
Lorsqu'il est tiré contre de l'infanterie, un obus explosif peut tuer un grand nombre d'ennemis que ce soit en terrain découvert ou dans des locaux faiblement blindés. Lorsqu'il est mis en œuvre dans une optique antimatériel, l'obus antiblindage peut atteindre des aéronefs, des véhicules y compris certains chars de bataille.
L'armée américaine utilise l'obus 25 × 137 mm à bord du AV-8B Harrier II, AC-130U "Spooky", M2 Bradley, LAV-25, F-35 Lightning II et comme obus standard du canon M242 Bushmaster.

## Types de munitions
Il existe plusieurs types de munitions de 25 mm, les principaux obus sont des antiblindages, explosifs, flèche (à sabot), traçant et d'exercice.
Les cartouches font parfois partie de plusieurs de ces catégories.
Par exemple, la photo de droite montre un obus M791 traçant, antiblindage à sabot. Il est utilisé contre des véhicules légèrement blindés, l'artillerie automotrice et des cibles aériennes telles que des hélicoptères et des avions volant à faible vitesse.

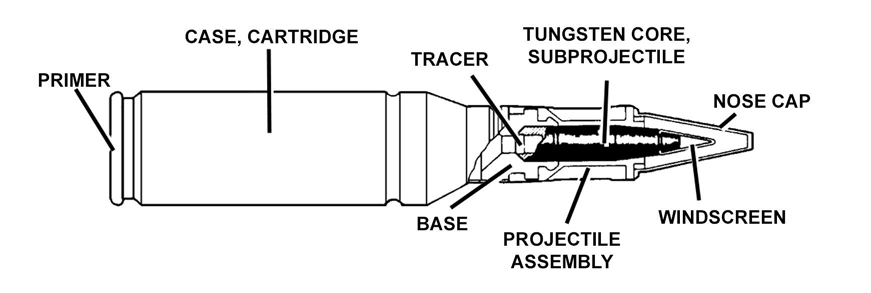
Un schéma de l'obus M791

## Armes de calibre25mm
- M242 Bushmaster
- GAU-12 Equalizer
- GIAT, M811 (en)
- Oerlikons, KBA